# Вієйра-ду-Міню (парафія)
Вієйра-ду-Міню (порт. Vieira do Minho; МФА: [vi.ˈɐj.ɾɐ du ˈmi.ɲu]) — парафія в Португалії, у муніципалітеті Вієйра-ду-Міню. Розташована в північно-західній частині країни, на теренах історичної португальської провінції Дору-Міню. Входить до складу округу Брага. За адміністративним поділом, чинним до 1976 року, терени парафії були складовою провінції Міню. Належить до Бразької архідіоцезії Католицької церкви. Патрон — Діва Марія. Площа — 7,1864 км². Населення — 2239 ос. (2011). Середньо урбанізований регіон. Густота населення — 311,56 осіб/км²
. Код — 031120.

## Населення
| Кількість мешканців | Кількість мешканців | Кількість мешканців | Кількість мешканців | Кількість мешканців | Кількість мешканців | Кількість мешканців | Кількість мешканців | Кількість мешканців | Кількість мешканців | Кількість мешканців | Кількість мешканців | Кількість мешканців | Кількість мешканців | Кількість мешканців |
| ------------------- | ------------------- | ------------------- | ------------------- | ------------------- | ------------------- | ------------------- | ------------------- | ------------------- | ------------------- | ------------------- | ------------------- | ------------------- | ------------------- | ------------------- |
| 1864                | 1878                | 1890                | 1900                | 1911                | 1920                | 1930                | 1940                | 1950                | 1960                | 1970                | 1981                | 1991                | 2001                | 2011                |
|                     |                     |                     |                     |                     |                     |                     | 1 440               | 1 645               | 1 707               | 1 918               | 2 274               | 1 752               | 2 289               | 2 239               |